# 제3차 하리코프 전투
제3차 하리코프 공방전(Third Battle of Kharkov)은 독소전쟁 때 벌어진 전투이다. 독일에서는 도네츠 전역(Donets Campaign), 소련에서는 돈바스-하리코프 작전(Donbas and Kharkov operations)이라고 명명했다. 독일 남부 집단군이 하리코프 시(오늘날의 하르키우 시) 주위의 붉은 군대를 공격하여 1943년 2월 19일부터 동년 3월 15일에 걸쳐 전투가 진행되었다. 독일군은 성공적인 반격으로 하리코프와 벨고로드를 탈환했다.
독일 제6군이 스탈린그라드 전투에서 포위당하자 소련 붉은 군대는 제6군 이외의 남부 집단군 부대들에 대한 대규모 공세를 실시했다. 이후 소련은 1943년 1월 2일 '별 작전'과 '질주 작전'을 개시하여 2월 초까지 독일군의 방어선을 분쇄하고 하리코프, 벨고로드, 쿠르스크, 보로실로프그라드, 이줌을 탈환하는 것을 목표로 삼았다. 그러나 소련군의 계속된 승리는 그들 보급선이 지나치게 늘어지게 만들었다. 2월 2일 독일 제6군이 항복하자 소련의 중앙 전선군은 서부 방면으로 회두, 2월 25일 남부 집단군과 중부 집단군에 대한 동시 공세를 개시했다. 그러나 수 개월 동안 계속된 공세 결과로 소련군의 병력은 심하게 열화되어 있었고, 일부 사단은 전투 시 가용 병력이 불과 1,000 ~ 2,000 명 수준으로 줄어들어 있었다.
2월 19일, 독일군 육군야전원수 에리히 폰 만슈타인은 새롭게 동원된 제2SS기갑군단과 2개 국방군 기갑군을 동원하여 하리코프에 대한 역습을 개시했다. 독일 국방군은 하리코프 남쪽에서 붉은 군대의 기갑 예봉부대를 측면기동하여 포위섬멸했다. 이 성과로 폰 만슈타인은 3월 7일 제때에 맞추어 하리코프 시를 공략할 수 있게 되었다. 폰 만슈타인은 SS기갑군단에게 하리코프를 북쪽으로부터 포위하라고 명령했으나 SS는 이 말을 듣지 않고 3월 11일부터 하리코프를 직접 공격하기 시작했다. 이후 4일 밤낮에 걸친 시가전 끝에 하리코프는 제1SS기갑사단에 의해 함락되었다(1943년 3월 15일). 독일군은 이틀 뒤 벨고로드를 재함락시켰다. 이때 만들어진 돌출부는 이후 쿠르스크 전투의 무대가 된다.

## 배경

### 전황의 반전: 스탈린그라드 전투
1943년 초, 스탈린그라드 전투에서의 소련군의 반격으로 독일 제6군이 궤멸하면서 동부 전선에서의 전황은 완전히 뒤바뀌었다. 1942년 11월까지만 해도 캅카스 북부까지 진출했던 독일군은 이제 역으로 수세에 몰렸다. 1943년 2월 2일에 프리드리히 파울루스를 비롯한 제6군 사령관들이 항복했으며, 그와 함께 약 9만 명의 독일 병력들이 소련의 포로가 되었다. 이를 제외해도 스탈린그라드 전투에서 독일군이 입은 총 병력 손실은 12만에서 15만 명이 넘어갔고, 시각을 더 넓혀보면 1942년 당시 독일군 사상자는 총합 190만 명에 달했다. 그리고 이제 동부 전선에 남아있는 독일 병력은 47만 명에 불과했다. 기갑의 손실 역시 극심했는데, 바르바로사 작전 초기에 3,300대에 달했던 전차 역시 1943년 초에는 구형까지 포함하여 495대밖에 남아 있지 않을 정도였다.

### 낙관주의에 빠진 소련군
콘스탄틴 로코솝스키가 지휘하는 돈 전선의 소련 군대가 독일군을 공격하고 있을 때, 스탈린그라드 전투에서의 잇따른 성공으로 고무된 스탈린과 붉은 군대 수뇌부(스타프카)는 보로네시에서 로스토프까지ㅡ 즉 소련-독일 전선의 남부 전체를 아우르는 새로운 공세를 계획하고 있었다. 그러나 이는 당시 소련군의 작전 역량을 훨씬 초과하는 것이었는데, 소련군의 회복 속도가 아무리 빠르다 해도 전사자 50만의 피해는 쉽게 복구될 수 있는 것이 아니었고 전투 효율성 역시 아직은 독일군에 크게 미치지 못하는 상황이었다.
그리고 소련군에게 더 심각한 것은, 게오르기 주코프 및 알렉산드르 바실렙스키와 같은 고위급 지휘관들과 더불어 니콜라이 바투틴을 비롯한 최전선의 사령관들마저도 이와 같은 낙관주의에 빠져버렸다는 것이다. 1942년 겨울, 총반격을 지시했을 때 주코프와 바실렙스키는 강력히 반대했다가 둘 다 좌천된 과거가 있었으나, 1943년 겨울에는 이 둘조차도 남부전선에서 독일군을 몰아낼 수 있을 것이라고 생각하고 있던 것이다. 이들이 오판을 깨닫건 말건 소련군은 하리코프와 벨고로드, 쿠르스크에 대한 공세 작전인 '별 작전(Операция Звезда)'과 '질주 작전(Операция Галоп)'을 구상한다. 우선 별 작전으로 보로네시 전선군이 독일 잔존 B집단군을 격파하여 하리코프 및 쿠르스크로 나아가는 사이, 질주 작전을 통해 남서전선군과 남부전선군이 후방의 돈 집단군을 분쇄하여 드네프르 강 너머로 독일군을 몰아내는 것이 목표였다.

## 전력 비교
1943년 1월 13일부터 4월 3일까지, 대략 21만 명의 소련군이 보로네시-하리코프 공세 작전에 참여했다. 당시 전선에 투입된 독일군의 총 숫자는 2,988,000명이었던 것에 비해, 전선에 투입된 소련군은 총 6,100,000명(부상자 659,000명 제외)이었다. 그 결과 소련군은 2월 초의 공세에 독일군보다 약 2배 더 많은 인원을 동원할 수 있었다. 하지만 소련의 과도한 진격, 그리고 공격적인 공세 과정에서 누적된 사상자로 인해 독일의 반격이 시작될 무렵에는 독일군이 오히려 전차와 인원 측면에서 소련군을 압도하고 있었다. 연료 및 기타 보급 상황 역시 독일군이 소련군보다 훨씬 앞섰다.

### 독일군

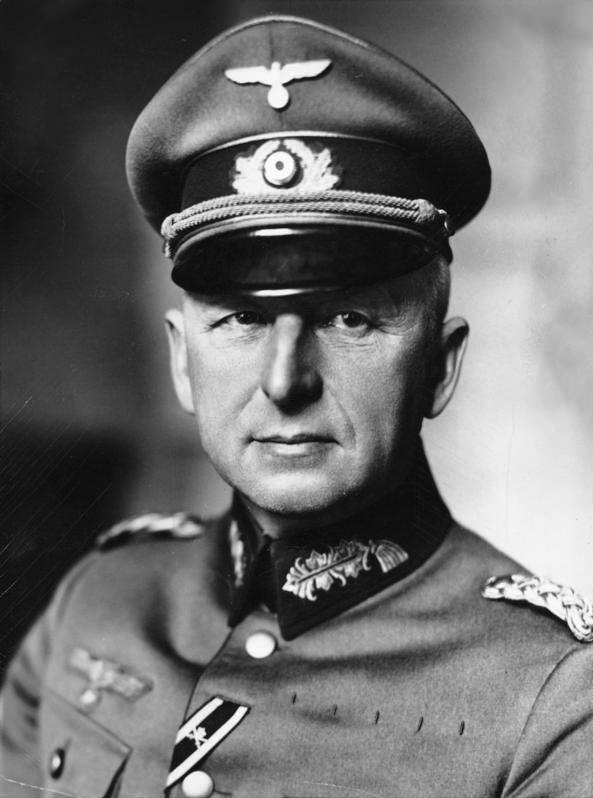
전투 당시 남부 집단군 사령관이었던 에리히 폰 만슈타인 야전원수

반격 당시, 만슈타인은 48기갑군단, SS기갑군, 그리고 제1기갑군단으로 구성된 제4 기갑사단과 더불어 40기갑군단 및 57기갑군단의 지원까지 기대할 수 있었다. 48기갑군단은 제6, 제11, 제17 기갑사단으로 나뉘어 편성되었고, SS 기갑군단은 제1 SS, 제2 SS 및 제3 SS 기갑사단으로 나뉘어 편성되었다. 2월 초, SS기갑군의 총 병력은 약 2만 명이었던 것으로 추정된다. 제4기갑군과 제1기갑군은 남부의 돌출부에 배치되었고, SS기갑군은 돌출부의 북쪽 가장자리를 따라 남부 집단군의 북부 전선에 배치되었다.
전투 개시 당시 독일군의 병력은 대략 16만 명으로, 21만 명의 소련군과 비교하면 숫적으로 살짝 열세였다. 하지만 나치 독일은 히틀러가 빌헬름 카이텔, 마르틴 보어만, 한스 라머스로 구성된 위원회를 창설한 이래로 1942년 6월부터 1943년 2월까지 새롭게 80만 명의 장병들을 모집했으며, 그 중 절반은 '비필수 산업' 출신이었다. 그 결과, 독일 국방군은 1943년 5월 경에는 무려 950만 명을 웃돌았는데, 이는 동부 전선 개전 이후로 가장 많은 병력이었다.
1943년이 되자 독일의 기갑부대는 막대한 피해를 입었다. 기갑사단 하나에 100대의 전차가 주어지는 것은 극히 이례적이었고, 대개는 평균적으로 70~80대밖에 사용할 수 없었다. 이를 깨달은 하인츠 구데리안은 하리코프 전투가 끝난 직후 독일의 기계화부대를 강화하기 위한 프로그램에 힘을 기울였다.  하지만 그의 노력에도 불구하고, 독일 기갑부대는 10,000~11,000명 선에 머물렀고 그해 6월이 되서야 각 기갑사단마다 100~130대의 전차를 가용할 수 있게 되었다. SS 사단은 보통 150여대의 전차, 자주돌격포 대대, 보병, 정찰병 그리고 하프 트랙 등을 보유하고 있었고 총원은 19,000명이었다. 당시 독일 기갑군대 대부분은 여전히 3호 전차와 4호 전차를 사용하고 있었지만, 극히 드물게 몇몇 SS 다스 라이히 사단에는 6호 전차 티거가 있기도 했다.
제4기갑군은 헤르만 호트, 제1기갑군은 에버하르트 폰 마켄젠이 지휘했다. 그리고 제6, 제11, 제17기갑사단은 각각 발터 폰 훈너스돌프, 헤르만 발크, 프리돌린 폰 센게 운트 에텔린 장군이 지휘했다. SS 기갑군단은 파울 하우서가 지휘했으며 휘하에는 SS 사단 토텐코프도 있었다.

### 소련군
1943년 1월 말과 2월 초에 걸쳐 전선 남부에 대대적인 공세를 감행한 이래로, 브랸스크와 보로네시에 남서부 전선군이 집결하기 시작했다. 이들은 각각 막스 레이테르, 필리프 골리코프, 니콜라이 바투틴의 지휘를 받고 있었다. 2월 25일부터는 콘스탄틴 로코솝스키가 지휘하는 중부 집단군 또한 공세에 참여하였다. 레이테르가 지휘하는 군대는 보로네시와 쿠르스크 맞은 편에 배치되었고, 남서부 전선군은 상대방과 정면으로 마주보게 배치되었으며, 중부 전선군은 브랸스크-보로네시 전선 사이에 있다가 독일군에 간격이 생기면 곧장 파고들 수 있도록 배치되었다. 그 숫자는 대략 50만 명 정도 되며, 독일 국방군의 반격이 시작된 이래로는 약 34만 6,000명의 소련군이 하리코프 방어에 참여하였다.
다만 독일과 같이 소련군도 전쟁을 거치면서 심각하게 약화된 상태였다. 일례로, 소련 제40군 내의 사단들은 평균 3,500~4,000명의 병력을 보유했던 반면에, 제69군 내의 사단들은 평균 1,000명에서 1,500명이 채 못되었다. 일부 사단들은 화력 지원에 필수적인 박격포가 25~50개밖에 되지 못했다. 인력과 장비 문제가 심각하자, 바투틴의 남서부 전선군은 최소 19,000명 이상의 병력과 300대의 전차를 지원 요청했지만, 1943년에 작전이 시작된 이래로 보로네시 전선에 도달하는 보급품은 요구치보다 훨씬 부족했다. 뿐만 아니라, 만슈타인이 반격에 나섰을 때 남서부 전선군은 더이상의 자원을 제공할 수도 없을 정도로 과도하게 늘어져 있었다. 루드비크 스보보다가 지휘하는 체코슬로바키아 제1독립야전대대 또한 소련군 휘하에서 활동했으며 소콜로프에서 꽤나 활약했다.:

## 전개

### 소련군의 별 작전 개시

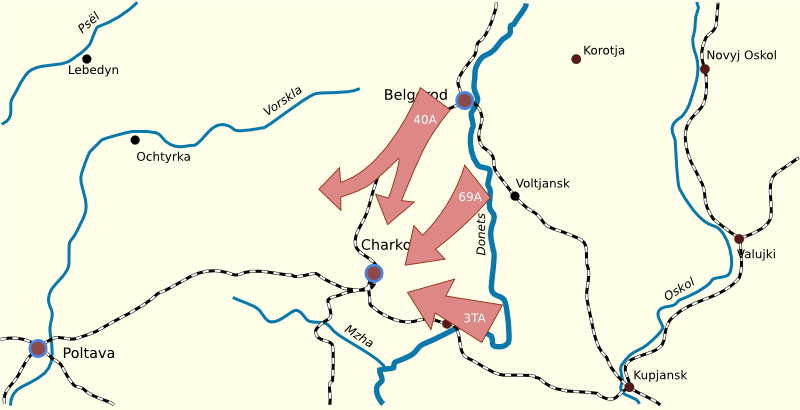
별 작전 전개도. 소련군은 1943년 2월 10일부터 14일까지 화살표만큼 진격했다.

1943년 1월, 골리코프의 보로네시 전선군이 처음으로 별 작전을 개시한다. 소련군 지휘관 중 한명인 필리프 골리코프는 키릴 모스칼렌코 중장의 제40군과 류발코 중장의 제3전차군으로 하여금 북쪽에서 벨고로드와 하리코프에 대한 공격을 명령한다. 모스칼렌코가 하리코프 남서쪽으로 파고들면서 헝가리 제7군, 이탈리아 알파니 군단을 강타했고 그 뒤로 제3전차군이 급속하게 몰아쳤다.
1월 28일, 소련 제40군, 제3전차군, 제69군은 독일 제3군과 제3군단의 비교적 얇은 남쪽 측면을 돌파하게 된다. 곧바로 제3전차군이 하르코프로 진격했고, 제40군은 벨고로드를 휩쓸기 시작했다. 하리코프 일대까지 소련군이 몰아닥치자, 이에 B 집단군 사령관 막시밀리안 폰 바이흐스 남작은 후베르트 란츠 산악대장이 이끄는 란츠 분견군을 급조해 4개 사단만으로 버티고 있는 하리코프 북방면의 방어를 지시했다. 또한 최정예인 그로스도이칠란트 사단을 벨고로드로 전개하였다. 하지만 란츠 분견군만으로는 4개 야전군을 막아내는건 절망적이었다. 유일한 변수는 이제 막 하리코프에 사령부를 차린 파울 하우서의 SS 기갑군단으로 당시 휘하에 LSSAH, 다스 라이히, 토텐코프 사단이 편제되어 있었다.
2월 2일, 질주 작전이 발동되면서 남서전선군 역시 군사행동에 나서게되었는데, 선봉으로 4개 전차군단, 2개 전차여단, 3개 소총병 군단, 2개 스키 여단으로 구성된 포포프 기동집단이 2월 초 돈 강을 넘어 독일군 후방을 압박해 들어가기 시작했다. 그리고 제1근위전차군단과 제25전차군단이 예비대로서 포포프 기동집단을 지원하고 있었다. 2월 4일에는 제69군이 독일의 정예부대인 대독일 기갑척탄병사단을 맞아 진격이 지연됐지만, 결국에는 목표였던 볼찬스크에 도착해 하리코프를 남쪽에서 압박하기 시작했다.
2월 6일, 아돌프 히틀러는 란츠에게 SS기갑군단을 이용해 하리코프 북쪽으로 쇄도해오는 보로네시 전선군에게 반격을 가하라는 명령을 내리는 동시에 남서전선군에 대해 역공을 가할 것을 명령했다. 하지만 2월 10일자로 벨고로드가 함락되고 서쪽의 폴타바를 향한 도로를 제외하고 3면이 차단되었기에 이는 말도 안되는 명령이었다. 란츠는 이 무리한 명령에 복종할 뻔했지만, 파울 하우서는 명령을 거부했고 란츠 또한 반격 계획을 철회한 뒤 바이흐스에게 사정을 설명했다. 바이흐스는 히틀러에게 하리코프를 포기할 것을 요청했지만 히틀러는 그를 경질하는 것으로 답을 대신했고, 2월 13일에 B 집단군을 해체하고 돈 집단군과 합쳐서 남부집단군을 재창설한다. 그리고 새로운 사령관에는 독일군의 명장 에리히 폰 만슈타인이 임명되었다.

### 소련군의 하리코프 탈환과 만슈타인의 등장

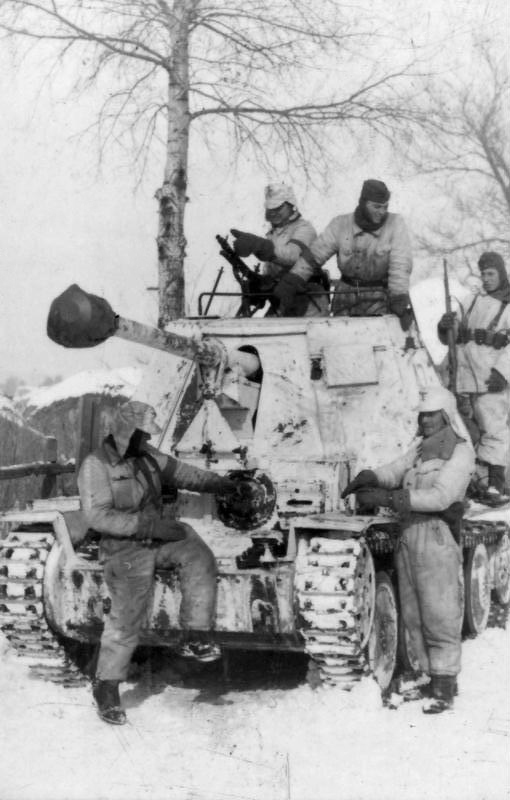
1943년 2월 하리코프 인근에서 촬영된 제1SS기갑사단 LSSAH 병력들의 모습.

2월 8일, 로스토프에서는 소련군 제2근위군과 제28군이 접근하자 제4기갑군과 홀리트 분견군이 2월 8일을 기해 로스토프에서 철수해 미우스 강 서안으로 밀려났다.
2월 9일에 소련 제6군, 제3전차군과 제12전차군단은 야음을 틈타 도네츠 강 도하에 성공하여 하리코프 동쪽의 LSSAH의 방어선을 강타했다. 하지만 요제프 디트리히가 이끄는 LSSAH의 강력한 분전으로 제3전차군의 진격속도가 둔화된다. 제3전차군의 발목을 잡는데 성공한 LSSAH는 14일에 하르코프 시로 철수했다. 그로스도이칠란트 사단과 168사단도 벨고로드에서 서서히 철수했으나, 그로스도이칠란트 사단은 철군 중 소련군의 공격을 받아 169사단이 하리코프 북부의 수비를 강화하기 위해 남서로 이동하는 동안 남부로 후퇴하고 말았다.
2월 10일, 상술했듯 소련의 모스칼렌코의 제40군이 독일 제169사단을 축출하여 벨고로드를 완전히 점령하고, 도네츠 강 도하를 위한 준비를 마쳤다. 한편 벨고로드가 함락되자 란츠는 하르코프 동부의 독일군이 포위당하는 것을 막기 위해 하리코프 시 내로 철수시킬 것을 명령했다. 명령에 따라 LSSAH와 다스 라이히, 제168사단은 하리코프로 철수했고 대독일사단은 벨고로드와 하리코프를 잇는 도로에 방어선을 구축했다.
2월 11일, LSSAH 사단과 1개의 다스 라이히 사단 소속 기갑척탄연대는 하리코프 남동쪽에서 소련군에게 공격당했고 3일동안 48km의 진격을 허용하며 적의 공세에 밀려난다. 소련의 제6기병군단은 그들의 우월한 험지기동능력을 이용하여 독일 전차들을 모조리 쓸어버렸다. 2월 12일, 포포프 기동집단이 크라스노아르메스카야에 도달했다. 2월 15일에 남서전선군 사령관 니콜라이 바투틴은 새롭게 들어온 2개 전차군단을 추가증원하고, 파블로그라드를 관통하여 드니프르 강 상류에 있는 자포리자를 목표로 진격을 시도하여 하리코프 후방을 장악하려 했다.
2월 13일, 소련의 제4전차군단은 독일군의 방어선을 뚫고 하르코프 북쪽 외곽에 방어라인을 구축하는데 성공했다. 란츠는 소련군에 대한 반격을 명령하고 하리코프의 방어선 정비를 위해 최대한 시간을 끌도록 했다. 다음날에 6기병군단을 추격하던 그로스도이칠란트와 SS들은 벨고로드-하리코프의 철로를 따라 진격한 소련 제40군의 맹렬한 공격에 직면했다. 소련의 제183소총사단이 도시 북부 수미 인근에 도착했고, 곧 이어 2개의 사단이 추가로 도착했다. 40군의 잔여병력들은 하리코프 후방의 남서쪽으로 이동하였고, 같이 진격하던 제3전차군은 하리코프 외곽에 도시로 진입가능한 10km의 회랑을 개척했다.
한편 같은 14일자, 하리코프 남쪽의 로스토프에서는 소련의 남부전선군 예하 제2근위군, 제28군이 독일 제1기갑군의 잔존 병력과 시가전을 치르며 결국 로스토프를 탈환했다. 하지만 이제까지 로스토프에서 지연방어로 시간을 버는데 성공한 클라이스트의 A 집단군은 1기갑군, 제17군을 포함해 무사히 후퇴하는데 성공했다. 2월 15일, SS 군단의 기갑부대들은 더 이상의 도시 외부에서 교전을 포기하고 하리코프로 귀환한다. 아직 하리코프 자체는 독일군이 차지하고 있었지만 곧 소련군이 결국 도심 진입에 성공하게 된다. 이에 독일군은 대독일사단을 서쪽, 다스 라이히는 북쪽, 증강된 LSSAH 1개연대는 동쪽, 320사단은 남동쪽에 배치하여 방어를 명령한다.
상황이 이렇게 되자 SS기갑군단장 파울 하우서는 결단을 내렸다. 시가전에서 무의미하게 기갑 자원을 손실할 바에는 차라리 하리코프를 빠져나가겠다며 란츠에게 통보한 것이다. 뒤늦게 하우서의 탈출 통보를 접한 란츠는 기겁을 하며 SS 기갑군단의 탈출을 중지시켰다. 그러나 소련군이 도심으로 밀려들자 결국 후퇴를 승인한다. 북부 교외의 다스 라이히 사단이 우선 후퇴하자 소련군이 그 틈으로 쇄도해 들어갔고 다스 라이히 소속 기갑척탄병들은 소련군 제160소총사단과 제16전차군단을 맞서 분전했지만 공격을 막아내는데 실패했다.
2월 15일, 2개의 새로운 소련 기갑부대가 충원되어 로스토프로 향하는 마지막 통로를 봉쇄하고, 독일 남부집단군과 제4항공함대 사령부가 있는 자포리자를 위협할 정도가 되었다. 히틀러는 필사적으로 도시를 사수할 것을 명령했지만 그럼에도 불구하고 하리코프는 2월 16일에 붉은 군대에게 탈환되었다. 이에 대해 만슈타인은 '하리코프에 대한 즉각적인 반격은 성과가 없을 것이며, 잠시 후퇴했다가 기갑부대로 얇아진 소련군의 측면을 공격하면 최종적으로 도시를 탈환할 수 있을 것'이라고 말하면서 그를 겨우 설득했다.

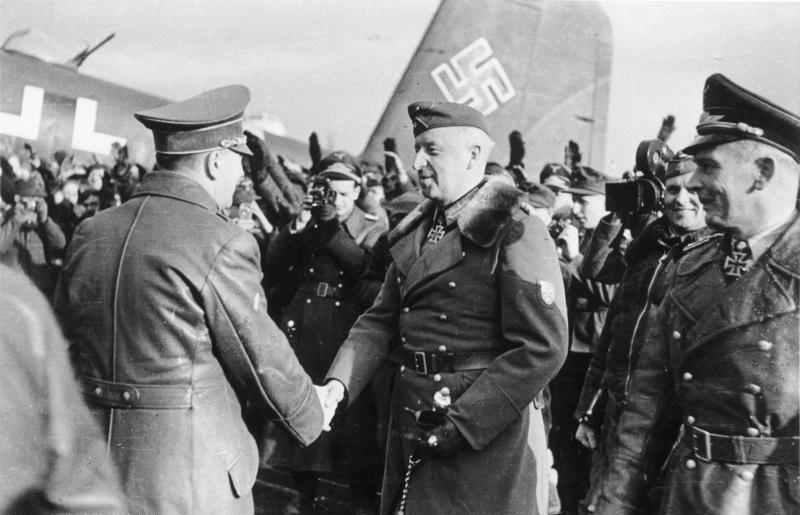
1943년 2월, 삼엄한 경비 하에 히틀러는 전선에서 불과 48km 떨어진 자포리자의 남부집단군 사령부로 직접 날아가서 그곳의 군사 현황을 살펴보았다. 사진 좌측의 뒷모습만 보이는 인물은 아돌프 히틀러, 그와 악수하고 있는 중앙의 인물이 에리히 폰 만슈타인이며, 사진 우측의 인물들은 한스 바우어 및 공군 항공야전원수 볼프람 폰 리히트호펜이다.

2월 16일, 마침내 소련군은 하리코프를 탈환했다. 하우서의 탈출 소식을 들은 히틀러는 엄청나게 분노했다. 히틀러는 란츠가 하우서를 제대로 통제하지 못했다며 란츠를 해임하고 그 자리에 켐프 분견군을 지휘하고 있던 베르너 켐프 대장을 임명했다. 이때 란츠 분견군도 켐프 분견군으로 이름이 바뀌었다. 2월 17일, 격노한 히틀러는 만슈타인에게 불만을 제기하기 위해 직접 남부집단군 사령부가 있는 자포리자로 수송기를 타고 날아갔다. 만슈타인은 '하리코프에 대한 즉각적인 반격은 성과가 없을 것이며, 잠시 후퇴했다가 기갑부대로 얇아진 소련군의 측면을 공격하면 최종적으로 도시를 탈환할 수 있을 것'이라고 말하면서 그를 겨우 설득했다. 그의 브리핑을 들은 히틀러는 사태의 심각성을 깨닫게 되었다. 아직까지는 정상적이었던 히틀러는 후퇴건에 대해선 란츠의 해임으로 마무리하고, 하우서의 처벌과 현지사수 명령을 철회하게 되었다.
2월 18일, 그러는 동안 소련 제60군은 독일 제2군 제4기갑사단을 쿠르스크에서 밀어냈고, 소련 제13군은 독일 제2기갑군을 측면으로 이동시키는 등의 성과를 거두고 있었다. 이리하여 두 독일군 사이에 틈이 생기자 소련군은 곧장 전선에서의 공세를 개시하였다. 하리코프의 켐프 분견군과 로스토프에서 퇴각한 제1기갑군 사이로 하리토노프 중장의 소련 제6군이 맹렬한 공세를 감행하여 마침내 두 야전군 사이를 완전히 갈라놓기 시작했다. 켐프 분견군의 남부를 돌파한 소련 제6군은 곧 SS 기갑군단의 배후인 크라스노그라드를 향해 접근하였다. 게다가 남서전선군 휘하 쿠즈네초프 중장의 제1근위군과 포포프 전차군이 남쪽의 파블로그라드에서 철도망을 차단한 것도 모자라서, 선두의 전차들은 남부 집단군 사령부 동쪽 약 45km 지점까지 진출하였다. 소련 제14군과 제 48군이 독일 제2기갑군 측면을 공격하여 시간을 번 사이에 로코솝스키는 2월 25일에 독일군 전선을 뚫고 남하하여 독일 제2기갑군과 독일 제2군을 포위하려고 시도했다. 그러나, 예상치 못한 독일군의 강력한 저항으로 작전 속도가 상당히 느려지기 시작했다. 결국 소련군은 전선의 왼쪽 측면과 중앙 방면에서만 살짝 진격할 수 있었다. 한편 그와 동시에 소련 제2기갑군은 로코솝스키가 펼치는 공세의 왼쪽 측면을 따라 독일군 후방으로 160km를 침투했고 전선 측면을 대략 100km나 늘렸다.
그때 독일 제40기갑군단의 감청반이 중요한 정보를 얻어낸다. 다름아닌 소련군이 차량 연료 및 기타 보급이 고갈되어 지원을 요청하는 무전을 감청하는데 성공한 것이다. 이는 스탈린그라드 전투 이후 연속된 대규모 공세에서 비롯된 일로서, 이 시점의 소련군은 병참선이 지나치게 신장된 상태였다. 만슈타인은 히틀러에게 해당 첩보를 기반으로 구성한 기동 방어 작전과 하리코프 역탈환 계획을 설명하며 히틀러를 거듭 설득했다. 프로이센 귀족 출신이라는 이유로 평소 그와 사이가 좋지 않던 히틀러 역시, 개인적인 감정을 제외하고 전공만 감안했을 때는 만슈타인을 신뢰할 수 밖에 없었으며 결국 그의 요청을 들어주게 되었다.
2월 19일, 보급이 한계에 도달했음에도 불구하고 소련 제1근위군과 제6군의 기갑부대가 독일군의 방어를 뚫고 자포리자로 계속 진격했다. 상황이 날로 심각해지자, 히틀러는 만슈타인에게 자유로운 작전권을 주고 그에게 지휘권을 일임한 뒤 비행기를 타고 떠났다. 이때 소련군은 비행장으로부터 불과 30km 떨어진 곳에 있었다. 붉은 군대는 당초의 계획대로 독일군을 도네츠크로부터 밀어내고 보로실로프그라드와 이줌을 탈환하는 데에는 성공했다.
소련군의 공세가 계속되는 동안, 만슈타인은 제3SS기갑사단으로 개편된 SS기갑군을 제4기갑군과 함께 지휘가 가능하게 되었고, 히틀러는 곧 다가올 반격을 위해 전력이 약화된 7개 기갑, 기갑척탄병 사단을 남부집단군에 배치시켜 주었다. 이어 만슈타인은 남부집단군 예하의 호트의 제4기갑군, 마켄젠의 제1기갑군, 홀리트 분견군, 켐프 분견군, 하우서의 SS 기갑군단, 리히트호펜의 제4항공군의 재정비를 속행했다. 그 결과 남부집단군은 한달 전 만해도 하루 평균 350소티의 항공 지원이 최대치였으나, 이제는 1,000소티에 달하는 항공 지원을 받을 수 있게 되었다. 1943년 2월 20일, 마침내 붉은 군대가 자포리자 인근에 도달하면서 독일군에게 '도네츠 전역'으로 알려질 반격의 서막이 올랐다.

### 소련군의 작전 규모 확대

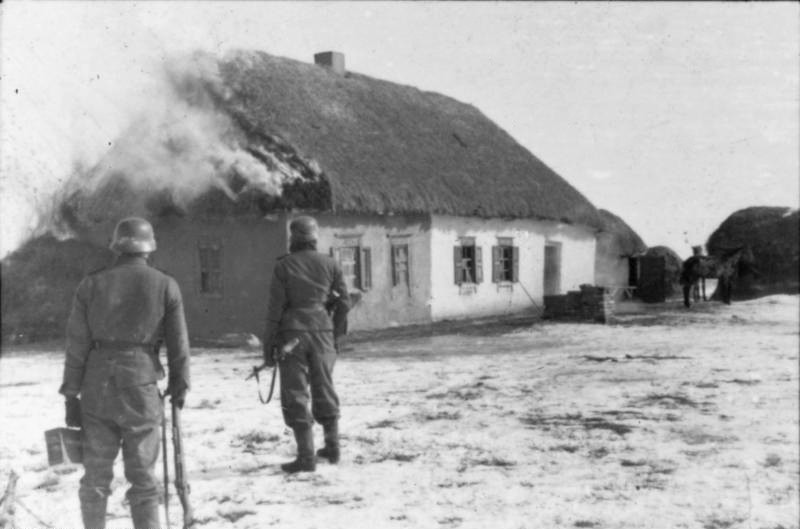
1943년 2월, SS 대원들이 버려진 민가를 불태우고 있다.

한편 1월에 시작한 하리코프, 로스토프에 대한 공세가 성공적으로 돌아가자 스탈린과 스타프카의 기대는 점점 더 커지기 시작했다. 특히 독일군 후방을 향한 과감한 진격으로 남부집단군이 붕괴 직전 상태에 이르는 것처럼 보이자, 스타프카는 토성 작전의 목표를 훨씬 거대하게 만들어 그 대상을 독일 중부집단군까지 확대한다. 이에 따라 스탈린 및 주코프는 지난 2월 2일, 스탈린그라드의 독일 제6군이 항복하자 해당 방면에 묶여있던 병력들을 즉시 재배치시켰다. 콘스탄틴 로코솝스키가 지휘하는 돈 전선군 사령부와 예하 소총군 중에 제65군, 제21군이 새롭게 편성된 제2전차군, 제70군과 합류하여 보로네시-리브니 지역으로 이동할 것을 명령받았으며 돈 전선군은 중부 전선군으로 개칭되었다. 제16항공군과 제2근위기병군단도 이 지역으로 재배치되었다. 나머지 돈 전선군의 제24군, 제64군, 제66군은 스탈린그라드 지역에서 재편성을 거치고 바투틴이나 로코솝스키의 명령에 따라 어디에라도 투입되기 위한 준비 태세를 갖추고 있었다.
확대된 별 작전은 독일 중부집단군에 대해 연속적으로 3개의 공세 작전을 펼치기로 계획되어 있었다.
1단계: 2월 12일에 서부 전선군과 브랸스크 전선군이 협격하여 오룔 돌출부의 독일군을 포위.
2단계: 2월 17일에서 2월 25일 사이에 이들 2개 전선군이 새롭게 투입된 중부 전선군과 조우하여 브랸스크 일대의 독일군을 일소하고, 데스나강을 넘을 공고한 교두보를 확보.
3단계: 25일에서 3월 중순 사이에 칼리닌 전선군과 서부 전선군이 스몰렌스크를 점령하고, 남쪽의 이웃 전선군과 협동하여 르제프-뱌지마 돌출부의 독일 중부집단군을 섬멸.
이 모든 공세들은 보로네시 전선군과 남서 전선군의 승전 시기와 맞아떨어지도록 조정되었다. 이런 작전에 근거해 소련군은 3월 중순에 드니프로 강 서안까지 진출하는 것을 상정하고 있었다.
그러나 계획을 세우는 것과 실제로 시행하는 것은 전혀 별개의 문제였다. 로코솝스키의 충격 집단은 재편성에 불과 6일의 시간밖에 배당받지 못했고, 새로운 지역으로 공세를 준비하는 데 5일만 받았다. 제2전차군과 제2근위기병군단은 이미 리브니 지역에 집결해 있었으나, 제70군은 겨울의 러시아 도로를 200킬로미터 이상 이동해야 했고 제21군, 제65군은 스탈린그라드에서 철도, 도로를 통한 장거리 이동을 감행해야 했다. 하지만 초봄의 눈과 겹친 라스푸티차가 수시로 발생해 집결지에서 공격 예정지로 이동하는 도로조차 심각한 상태가 되어있었고 스탈린그라드로부터 북쪽으로는 오직 단선의 철도선 하나만 존재했기 때문에, 위의 계획일정은 극히 허무맹랑한 것이었다. 로코솝스키도 이 계획에 반대를 표시했지만 상부의 명령에는 단지 따를 수 밖에 없었다. 이와 같은 애로사항들이 겹치면서, 공세 개시일인 2월 25일 당일에도 제2전차군과 제65군은 철도 하차점에서 공격 집결지로 이동 중이었다.
2월 22일, 중부 전선군이 전선배치에 골머리를 앓고 있을 때, 브랸스크 전선군은 작전대로 제13군, 제48군으로 공세를 개시했다. 이들은 독일 제2기갑군의 우익을 공격했고, 동시에 바그랴먄 중장 휘하의 제16군이 지즈라 북쪽에서 독일 제2기갑군의 다른 측면을 공격했다. 그러나 비가 내리는 날씨와 독일군의 교묘한 방어로 바그랴먄의 진격은 방해를 받았다. 2월 24일까지 서부 전선군과 브랸스크 전선군의 성과는 보잘 것 없었다.
2월 25일, 로코솝스키는 로딘의 제2전차군과 바토프의 제65군을 선봉으로 내세워 공세에 착수했다. 타라소프 중장의 NKVD 요원으로만 구성된 정예 부대, 제70군과 치스차코프 중장의 제21군이 도착한 즉시 공세에 가담했으나 전력이 완전 집결하지는 못했다. 제70군, 제21군의 병력 상당수가 진흙탕으로 변한 도로에서 교통 체증에 시달리며 행군 중이었기 때문이다. 그럼에도 중부 전선군의 성과는 위의 두 전선군보다는 나은 편이었다. 제13군의 우측면 엄호하의 제65군은 독일군 방어선을 뚫고 후방으로 진격했다. 로딘의 제2 전차군과 기병-소총병 집단은 세프스크를 통과하여 노브고로드-세베르스키를 향해 빠르게 서진을 계속했다.
3월 1일, 이 때까지도 로코솝스키는 괄목할 만한 성공을 거두는 것처럼 보였다. 북쪽으로는 독일 제2기갑군의 옆구리를 파고들었고, 남쪽으로는 독일 제2군의 측면을 위협했다. 제79군은 전방으로 추진하여 바토프의 우익에서 전열에 합류했으며, 독일군 후방 깊숙한 오룔과 브랸스크로의 진격을 노리고 있었다. 3월 7일, 크류코프의 기병-소총병 집단은 로브고로드-세베르스키의 외곽에 도달하게 된다. 이로써 독소전 전체의 동계 전역을 통틀어 붉은 군대 최고의 진격을 달성하게 되었다.
하지만 소련군 중 그 누구도 자신들이 이미 만슈타인의 함정에 걸렸다는 것을 알아차리지 못했다.

### 만슈타인의 반격
만슈타인을 비롯한 남부집단군의 독일군 지휘관들은 애시당초 소련군의 공세를 전면에서 직접 막을 생각이 없었다. 그들은 제40 기갑군단의 감청 정보에 기반해 소련군의 공세종말점을 예측하여 '기동 방어'(Mobile Defence) 전술을 통해 소련군을 격파할 계획을 세웠다. 소련군은 진격목표 달성이라는 달콤한 미끼에 걸려들어, 독일군이 단순히 패퇴하는 줄로 착각하고 조금씩 함정 속으로 걸어들어간다.
남서전선군의 포포프 기동집단은 드네프르 강 북안까지 진격하며 계속된 출혈과 연장된 병참선으로 인해 진격속도가 크게 저하되고 있었다. 로코솝스키의 중부전선군 또한 이와 다를 바 없는 상황에 직면했다. 오룔을 향한 로코솝스키의 돌파구는 깊숙한 진격으로 인해 양익이 허술해지게 되었고, 해당 방면에 독일군 증원들이 집결하고 있어서 자칫하다가는 역으로 포위당할지도 모르는 상황이 되어 버렸다. 로코솝스키는 아직 스탈린그라드에서 재편성 중이던 제21군, 62군, 64군을 끌어오려 했지만 이동에만 한 세월이 필요했고, 라스푸티차로 인해 후속병력들의 집결이 늦어지자 중부전선군은 오룔의 남서쪽에서 격렬한 저항에 부딫혀 진격을 정지한다. 로딘의 제2전차군을 브랸스크에서 오룔로 옮겨왔지만 이건 되려 중부전선군의 좌익과 중앙을 약화시키는 결과를 가져왔다. 곧이어 독일 제2군의 여러 사단들이 집결하여 반격을 시작하였고, 확대된 토성 작전은 실패하게 된다.
한편 다시 시선을 남부집단군 쪽으로 돌리면, 소련군의 공세가 한계에 달했다고 판단한 만슈타인은 드디어 벼르던 반격을 개시했다. 제 1 목표는 남부집단군 사령부가 있는 자포리자를 지속적으로 위협하고 후방을 교란하는 포포프 기동집단과 그 후속인 제1근위군, 제6군이었다. 당시 포포프 기동집단은 파블로그라드에서 진격이 잠시 돈좌된 상태인데다가 무리한 진격과 보급문제로 가동가능 차량 규모가 군단급으로 축소되어 있었다. 만슈타인은 포포프 기동집단을 일거에 포위해버리기 위해 에버하르트 폰 마켄젠의 제1기갑군 예하 제40 기갑군단은 북서쪽과 북동쪽으로, 파울 하우서의 SS 기갑군단은 동쪽으로, 헤르만 호트의 제4기갑군 예하 제48 기갑군단은 북쪽으로 진격시켜 파블로그라드 일대를 에워싸기 시작했다.
2월 20일에 다스 라이히 사단이 파블로그라드 시내에 돌입해 시가전을 벌이기 시작했고 22일에는 소련군을 밀어붙이기 시작했다. 마켄젠의 제1 기갑군은 북동쪽과 북서쪽의 사단들을 넓게 전개시켜 포포프 기동집단 및 제6군의 포위망을 넓히기 시작했다. 하지만 아직까지 사태를 인지하지 못한 포포프는 "우리 군은 (하리코프에서) 퇴각하는 독일군의 진로를 차단 중."이라는 전문을 모스크바에 보내고 있었다. 마켄젠은 이 전문을 감청하며 낄낄 웃었다.
2월 23일, 그제서야 포포프는 함정에 빠졌다는걸 깨달았지만 이미 때가 너무 늦었다. 마켄젠의 제1기갑군은 북동쪽에서, 남쪽에서는 호트의 제4 기갑군 소속 제40 기갑군단이, 서북방면으로는 SS 기갑군단이 쇄도하면서 포포프 기동집단과 제6군에 대한 압박을 시작했고 파블로그라드 동쪽에서는 제4기갑군 예하 제48기갑군단이 제1근위군을 강타했다.
2월 24일, 포포프 기동집단과 제1근위군, 제6군에 대한 포위망이 완성되자 만슈타인은 공격을 개시했다. 명령을 받은 호트와 마켄젠은 포위한 소련군을 섬멸하기 시작했다. 소련군은 혼비백산하며 사방에서 몰려오는 독일군의 공세에 급격히 무너져 갔고 그리하여 제6군, 제1근위군, 포포프 기동집단은 궤멸된다. 또한 하리코프 수복 후 폴타바로 향하던 소련 제3전차군과 제69군 또한 제4기갑군과 켐프 분견군에 협공당하면서 전투 불능 상태에 빠져버렸다. 이후 GD 사단이 퇴로를 차단, 공격하자 두 야전군 또한 궤멸당하고 말았다.

### 하리코프 수복 및 전투 종결
만슈타인의 기동 작전 한번으로 포포프 집단은 완전히 궤멸했다. 순식간에 3개 야전군이 사라지며 소련군 남부전선에는 200km에 달하는 거대한 공백이 형성되었고, 소련의 남서전선군은 붕괴 상황에 빠지게 된다. 스탈린과 스타프카는 말로 표현할 수 없는 엄청난 대재앙에 경악했다. 게다가 토성 작전 확대로 많은 부대들이 르제프와 데미얀스크 공략에 투입되는 바람에, 정작 하리코프에는 제25근위소총병 사단과 기타 제대 몇 개 이외에는 별 다른 수비병력이 없어서 사실상 공백 상태가 되었다.
그리고 3월이 되자 만슈타인은 하리코프에 대한 진격을 속개했다. 보로네시 전선군 사령관으로 자리를 옮긴 니콜라이 바투틴은 중부집단군 방면에 배치된 류발코의 제3전차군을 하리코프로 긴급투입하지만, 하우서의 SS 기갑군단이 이를 정면에서 차단한다. 이어서 측면으로 호트의 제4 기갑군 예하 제6, 17기갑사단이 밀고들어오고, 아직 전력이 온전한 켐프 분견군까지 가세하자 제3전차군은 하리코프는 구경도 하지 못하고 박살이 나고 만다.

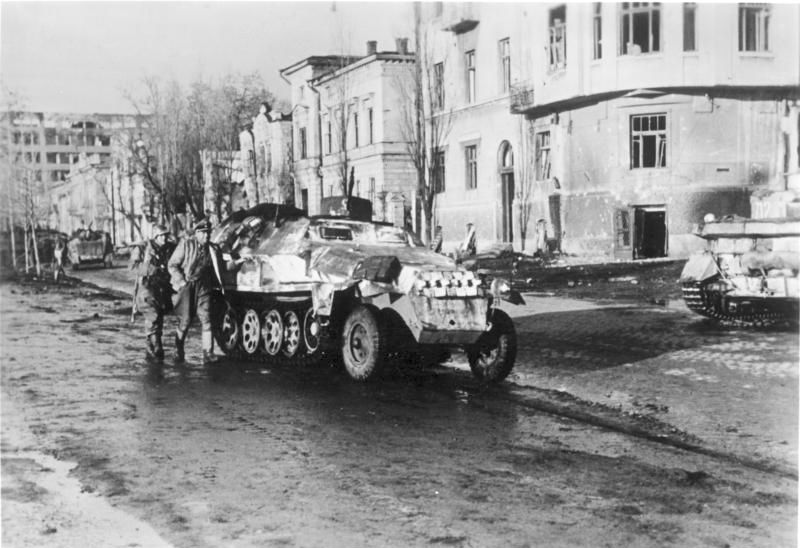
1943년 3월, 하리코프를 점령한 후 거리를 지나가는 독일 장갑차

굉장히 유리한 상황임에도 불구하고, 얼마전의 대참사를 생생히 기억하는 만슈타인은 곧장 도시로 진입하지 않고 제1기갑군을 하리코프의 북서쪽, 제4 기갑군은 북동쪽으로 이동시켜 하리코프를 포위한다. 그리하여 제1기갑군은 도네츠 강 남안에, 제4기갑군의 선봉은 하리코프 남쪽에서 약 16킬로미터 밖에 있는 모슈 강에 도달하는데 성공했다.
3월 5일, 히틀러는 만슈타인의 보고를 받고 뛸 듯이 기뻐했다. 3월 7일, 흡족해하던 히틀러는 즉시 하리코프를 재점령하라는 명령을 내렸다. 그런데 하필 그 때 라스푸티차가 시작되는 바람에 독일군의 진격 속도가 느려지고 있었다. 때문에 히틀러가 원하는 대로 하리코프를 재빨리 점령할 것은 힘들어 보였지만, 갑자기 강추위가 시작되면서 진흙탕이 됐던 도로들이 죄다 얼어붙어 버렸다. 그 덕에 기동이 원활해지자 만슈타인은 호트와 상의 끝에 하리코프를 스탈린그라드의 속편으로 만들지 않기 위해 SS 기갑군단이 모슈 강을 도하해 켐프 분견군과 합세하여 하리코프를 물샐 틈 없이 포위하고 조금씩 포위망을 좁히기로 결정했다.
한편, 러시아 남부 전선에서 이런 초유의 사태가 발생했음에도 스타프카는 독일 중부집단군에 대한 공세는 이어나갈 예정이었다. 같은 7일, 로코솝스키는 공세 규모는 축소하되 공격은 지속하라는 명령을 받는다. 그러나 겨우겨우 제21군을 전선에 합류시키고 공세를 시작하려하자, 독일 제2군도 같은 날에 제4기갑사단과 헝가리군 부대로 로코솝스키의 서쪽 측면에 대한 반격을 시도했다. 이에 맞선 크류코프 휘하 소련군 제2근위기병군단은 계속된 진격에 지쳐있는 데다가 너무 넓게 산개되어있어 독일 제2군의 공격을 잘 막아내지 못한다.
3월 9일, SS 기갑군단은 명령을 받고 모슈 강을 도하하여 하리코프 시 외곽에 다다랐다. 하우서는 공격을 망설일 생각이 없었던 데다가 히틀러가 상황이 괜찮으면 하리코프 시를 점령해도 좋다고 하자 LSSAH 사단을 선봉으로 하리코프 시 공략을 시작했다.
3월 11일 이른 아침, LSSAH는 하리코프 북쪽을 양방향에서 공격하기 시작했다. 북서쪽에서 진격한 제2기갑척탄병 연대는 벨고로드-하리코프 철도 양안으로 진입하였고, 철도 오른쪽에 있던 제2대대 역시 이들과 함께 도시로 들어갔다. 한편 철도 반대편에서는 제1대대가 알렉시예프카 지구를 공격했으나 소련군의 T-34를 활용한 반격에 격퇴되어 도시밖으로 후퇴했다. 다만 독일 보병들이 융커스 Ju 87 '슈투카' 및 StuG 돌격포의 지원을 받으면서 진입하자, 소련군은 잠시 후퇴했고 그 사이에 독일군은 적군의 후방과 측면을 적극적으로 공격하여 해당 지점에 거점을 마련하는 데에 성공했다. 동시에, 별도의 부대에서 차출된 제1친위기갑쳑탄병 연대가 벨고로드에서 주요 도로를 따라 공격하여, 하리코프 공항 좌측으로부터 공격을 감행했다. 소련 T-34를 격퇴한 이들은 하리코프의 북부 교외로 진입할 수 있었다. 북동쪽에서는 독일 보병, 기갑척탄병, 자주포병으로 구성된 또 다른 부대가 도로의 출구를 장악하려 소련군과 교전하였다. 도시 내에 있던 소련군에게는 설상가상으로 연료마저 떨어져 갔다. 같은 날, 다스 라이히 사단이 하리코프 서쪽을 공격했다. 소련군은 이때를 대비해 대전차포 및 대전차 참호 등을 구축해놓았었지만, 피비린내 나는 교전 끝에 파괴되고 결국 돌파당하였다. 그날 밤에는 독일군이 도시의 주요 기차역들로 갈 수 있는 통로가 확보되었다.
3월 12일, LSSAH가 도시 중심부로 진격하여 북부 교외의 견고한 소련 방어망을 돌파하고 시가전을 시작했다. LSSAH 예하 제1 SS 기갑척탄병 연대는 제1SS기갑연대의 전차와 돌격포 지원을 받아 연대장인 프리츠 비트 대령이 지휘하는 '프리츠 비트 전투단'으로 개편되었고 하리코프 북쪽 방향에서 소련군의 방어망을 분쇄해 나갔다. 이 때 쿠르트 마이어 소령이 지휘하던 LSSAH 직할 기갑수색대대는 대담하게 하르코프 시의 중심지인 붉은 광장으로 빠르게 진격해서 사방에서 몰려드는 소련군과 혈전을 벌였다. 하지만 마이어의 너무 과감한 공격이 소련군에게 포위당할 위기에 처하자 제2 SS 기갑척탄병 연대 제3대대장인 요아힘 파이퍼 소령이 단 2대의 하프트랙을 '파이퍼 전투단'으로 편성해 마이어의 기갑수색대대 구출에 나섰다.
소련군의 공격이 파이퍼 전투단으로 집중되어 파이퍼가 직접 MP40을 잡고 교전해야 할 정도의 위기를 맞지만, 전투단은 결국 붉은 광장에 도달해 제1 SS 기갑수색대를 지원하는데 성공했다. 그리고 제2 SS 기갑척탄병 연대 1대대가 증원되면서 SS는 붉은 광장을 거점으로 만드는 데 성공했고 시내의 소련군을 소탕하기 시작했다. 붉은 광장은 LSSAH 기갑수색대대의 활약을 기리기 위해 '라이프슈탄다르테' 광장으로 개칭되었다. 날이 끝나갈 무렵에 사단은 도시의 제일 북쪽으로부터 불과 2블록 떨어진 곳까지 도달했고, 이로써 사실상 도시의 3분의 2가 독일 통제하에 놓이게 되었다.
3월 14일, 치열한 시가전 끝에 소련군 최후의 거점인 하리코프 트랙터 공장이 점령되면서 하리코프 시가전은 종지부를 찍었다. 탈출하던 소련군은 다스 라이히와 토텐코프의 포위망에 걸려 섬멸되었다. LSSAH는 벨고로드로의 진격을 속개하여, 벨고로드 또한 점령한다. 이어서 독일 남부집단군이 하리코프, 벨고로드에서 북상하여 중부전선군의 측면을 압박하려하자 스타프카는 제62군, 제64군을 로코솝스키에게 보내 어떻게든 하리코프 북쪽 방면의 전선을 유지하려했고, 중부집단군에 대한 모든 공세를 중단하고 로코솝스키에게 후퇴하라는 명령을 내렸다.

## 결과
독일군의 계략에 휘말린 소련군은 무려 80,000명이 넘는 인명 손실을 입었다. 이 중에서 약 45,200명이 사망 및 실종되었고, 41,200이 크고 작은 부상을 입었다. 독일군의 사상자는 이보다는 훨씬 적었던 걸로 보이는데, 와펜-SS 사단이 특히 치열한 전장에 자주 투입되었다는 점을 고려하여 SS 기갑군단의 사상자를 포함하여 계산하면, 3월 17일까지 약 160명의 장교와 4,300명의 사병을 포함하여 대략 44%의 전력을 상실했던 것으로 추정된다.
군사 역사가인 베빈 알렉산더는 제3차 하리코프 전투가 "동부 전선에서의 독일군의 최후의 위대한 승리"라고 기록했던 반면에, 또다른 군사 역사가인 로버트 시티노는 이 작전을 두고 "전혀 승리가 아니다"라고 말했다. 그에 따르면, 이것은 단지 자만하고 지나치게 진격하는 적들에게 반격을 성공적으로 가한 것에 불과하며, 전략적인 승리에 해당하지 않았다.

## 같이 보기
- 제1차 하리코프 전투
- 제4차 하리코프 전투

### 설명주
1. ↑  이것은 1년 전 모스크바 공방전 직후와 매우 유사한 상황으로, 이때도 스탈린은 방어전에 승리하고 독일 국방군 전체를 이긴 것인 양 착각하여 전 전선에서의 반격을 명령한 적이 있었다. 제한적인 측면에서 모든 자원을 집중한 반격도 힘들 지경인데 독일군에 대한 총반격을 개시하라는 것은 누가 봐도 명백한 무리였지만, 붉은 군대는 상부의 지시를 거스를 수 없었으므로 일단 작전을 진행했다. 일명 '42년 동계 전역'이라고 이름 붙여진 이 멍청한 반격은 재앙적인 결과만 남겼으며, 이때 소련 군대가 입은 피해 덕분에 독일군이 청색 작전을 입안 - 진행할 수 있었다.
2. ↑  하지만 스탈린그라드의 승리는 스탈린을 다시 들뜨게 만들었다. 물론 스탈린그라드 전투는 2차대전에서 큰 전환점 중 하나이긴 하나, 그 승리 하나만으로 독일 국방군이 전부 붕괴될 것이라는 건 엄연히 착각이었다. 제 6군이 독일 야전군 중에서 상당한 정예부대 중 하나라 할지라도, 대전략적 관점에서 냉정하게 따져본다면 이때 항복한 독일군은 기껏해야 1개 야전군 및 제4기갑군과 이탈리아 제8군의 일부였다. 또한 독일군은 6군이 항복하기 직전까지도 구출을 위해 러시아 남부로 대독일 기갑척탄사단 등 최정예 국방군 사단과 SS 부대들을 집결시키고 있었고, 이들은 최신형 병기들도 우선 보급받은 상태였다. 즉 스탈린그라드의 손실은 컸지만, 러시아 남부전역 자체는 작전술적으로 아직 독일군이 얼마든지 뒤집을 수 있는 상황이었던 것이다.
3. ↑  자포리자는 교통의 요충지로서, 로스토프로 향하는 철도 및 도로망의 중심지이자 당시 돈 집단군, 제4 항공군의 사령부가 있는 엄청나게 중요한 도시였다.
4. ↑  스탈린그라드 전투 이후, 콘스탄틴 로코솝스키가 지휘하는 제6소련군은 예하에 제2전차부대와 제70군이 재편성되면서 전력이 더욱 보강된 상태였다.[42] 이들은 독일 중부 집단군과 남부 전선의 교차로 사이에 재배치되었다.[43] 그뒤 새로운 공세 작전이 입안되었는데, 하리코프-돈바스 작전으로 알려진 이 계획의 주요 골자는 오렐 돌출부에서 독일군을 포위, 섬멸하고 데스나강을 도하하여 독일 중부 집단군까지 섬멸하는 것이었다.[44][42] 이 작전은 원래는 2월 12일에서 15일 사이에 시작되기로 예정되어 있었으나, 중간에 문제가 생겨 시작날짜가 2월 25일로 연기되었다.[45]
5. ↑  히틀러는 당연히 탐탁지 않아 했지만, 만슈타인은 일찍이 OKH의 모든 장성들이 마지노선 돌파 계획을 생각할 때 하인츠 구데리안과 함께 낫질 작전을 입안하여 강력한 적수로 여겨졌던 프랑스를 6주만에 함락시켰고, 바르바로사 작전 때는 제56기갑군단을 이끌고 북부집단군이 유일하게 작전 목표를 달성, 크림 반도와 케르치 반도 공략을 직접 계획하고 수행했으며, 세바스토폴 공략도 예상보다 더 적은 피해를 입으며 완수해온 전적이 있었다. 그리고 직전의 겨울폭풍 작전에서도 150km를 진격해 제6군을 거의 구출할 뻔했다.

### 인용주
1. 1 2  Glantz (1995), p. 296
2. ↑  Glantz (1991), pp. 152–153
3. 1 2 3 4 5  Reynolds (1997), p. 10
4. 1 2 3  Glantz & House 1995, 141쪽.
5. ↑  McCarthy & Syron (2002), pp. 177–178
6. ↑  McCarthy & Syron (2002), p. 177
7. ↑  Megargee 2000, 193쪽.
8. ↑  Cooper 1978, 451–452쪽.
9. ↑  Cooper 1978, 452쪽.
10. ↑  Glantz 2009, 110쪽.
11. 1 2 3  Glantz & House 1995, 296쪽.
12. ↑  Glantz & House 1995, 303쪽.
13. 1 2  McCarthy & Syron (2002), pp. 179–180
14. 1 2  von Mellenthin (1956), p. 252
15. 1 2 3 4  McCarthy & Syron (2002), p. 181
16. ↑  Glantz 1991, 152–153쪽.
17. ↑  Glantz & House 1999, 15쪽.
18. 1 2 3  Glantz & House 1999, 16쪽.
19. ↑  Clark 1965, 294쪽.
20. ↑  Clark 1965, 297쪽.
21. ↑  Glantz & House 1999, 16–17쪽.
22. ↑  Slaughterhouse, p. 393
23. ↑  Glantz & House 1999, 17–18쪽.
24. ↑  Clark 1965, 304쪽.
25. 1 2  McCarthy & Syron (2002), p. 180
26. ↑  Slaughterhouse, p. 165
27. ↑  Slaughterhouse, p. 167
28. ↑  Slaughterhouse, p. 301
29. ↑  Slaughterhouse, p. 304
30. 1 2 3  Glantz 1996, 128쪽.
31. ↑  Glantz 1996, 126쪽.
32. ↑  Glantz 1991, 182쪽.
33. ↑  Glantz 1991, 185–186쪽.
34. ↑  McEnchroe, Tom (2020년 3월 13일). “Sokolovo: Czechoslovak Soldiers' First Baptism of Fire in the East during WW2”. Radio Prague International. 2020년 8월 6일에 확인함.
35. ↑  Glantz & House 1999, 10쪽.
36. ↑  Glantz & House 1995, 143–144쪽.
37. 1 2  Glantz & House 1995, 144쪽.
38. ↑  McCarthy & Syron (2002), pp. 178–179
39. ↑  McCarthy & Syron (2002), p. 179
40. ↑  McCarthy & Syron (2002), pp. 178–179
41. ↑  McCarthy & Syron (2002), p. 179
42. 1 2  Glantz 1996, 125쪽.
43. ↑  Glantz & House 1999, 11쪽.
44. ↑  Glantz 1996, 124쪽.
45. ↑  Glantz & House 1995, 145쪽.
46. 1 2  Glantz & House 1995, 146쪽.
47. ↑  Glantz & House 1995, 145–146쪽.
48. ↑  Glantz 1996, 132쪽.
49. ↑  Glantz 1996, 133쪽.
50. ↑  Krause & Phillips 2005, pp. 162–163
51. ↑  Glantz & House 1995, 143–147쪽.
52. ↑  Nipe 2000, 54–64, 67ff, 100쪽.
53. ↑  Glantz & House 1995, 147쪽.
54. ↑  Glantz 1991, 189쪽.
55. ↑  Glantz 1991, 189–191쪽.
56. ↑  Glantz 1991, 191쪽.
57. 1 2  Sikes 1988, 9–10쪽.
58. ↑  Margry 2001, 19쪽.
59. ↑  Margry 2001, 19–20쪽.
60. ↑  Glantz 1996, 133–134쪽.
61. ↑  Margry 2001, 20쪽.
62. ↑  Glantz 1991, 197쪽.
63. ↑  Margry 2001, 20–22쪽.
64. ↑  Margry 2001, 22쪽.
65. ↑  Margry 2001, 25쪽.
66. ↑  Margry 2001, 30쪽.
67. ↑  Margry 2001, 35쪽.
68. ↑  Margry 2001, 36쪽.
69. ↑  Thompson (2000), p. 11
70. ↑  Margry 2001, 39쪽.
71. ↑  McCarthy & Syron 2002, 180–181쪽.
72. ↑  Alexander, Bevin.  How Hitler Could Have Won World War II: The Fatal Errors That Led to Nazi Defeat (Three Rivers Press: 2001), p 168
73. ↑  Citino 2012, 70–74쪽.

## 참고 문헌
- Citino, Robert M. (2012). 《The Wehrmacht Retreats: Fighting a Lost War, 1943》. Lawrence: University Press of Kansas. ISBN 978-0-7006-1826-2. 2016년 10월 7일에 원본 문서에서 보존된 문서.
- Clark, Alan (1965). 《Barbarossa: The Russian-German Conflict, 1941–1945》. New York: William Morrow. ISBN 0-688-04268-6.
- Cooper, Matthew (1978). 《The German Army 1933–1945》. Lanham, Maryland: Scarborough House. ISBN 0-8128-8519-8.
- Glantz, David M. (1991). 《From the Don to the Dnepr: Soviet Offensive Operations, December 1942 – August 1943》. Routledge. ISBN 0-7146-4064-6.
- Glantz, David M. (January 1996). “Soviet Military Strategy During the Second Period of War (November 1942 – December 1943): A Reappraisal”. 《The Journal of Military History》 (Society for Military History) 60 (1): 115–150. doi:10.2307/2944451. JSTOR 2944451.
- Glantz, David M.; House, Jonathan (1999). 《The Battle of Kursk》. Lawrence: Kansas University Press. ISBN 0-7006-0978-4.
- Glantz, David M. (2009). 《After Stalingrad: The Red Army's Winter Offensive 1942–1943》. Helion and Company. ISBN 978-1-906033-26-2.
- Glantz, David M.; House, Jonathan (1995). 《When Titans Clashed: How the Red Army Stopped Hitler》. Lawrence: Kansas University Press. ISBN 0-7006-0717-X.
- Hayward, J. (1998). 《Stopped at Stalingrad: The Luftwaffe and Hitler's Defeat in the East, 1942–1943》. Lawrence: University Press of Kansas. ISBN 978-0-7006-1146-1.
- Krause, Michael; Phillips, Cody (2005). 《Historical Perspectives of the Operational Art》. Washington, D.C.: Government Printing Office. ISBN 978-0-16-072564-7.
- Margry, Karel (2001). 《The Four Battles for Kharkov》. London: Battle of Britain International Ltd.
- McCarthy, Peter; Syron, Mike (2002). 《Panzerkieg: The Rise and Fall of Hitler's Tank Divisions》. New York: Carroll & Graf. ISBN 0-7867-1009-8.
- Megargee, Geoffrey P. (2000). 《Inside Hitler's High Command》. Lawrence: Kansas University Press. ISBN 0-7006-1015-4.
- Nipe, George M. Jr. (2000). 《Last Victory in Russia: The SS-Panzerkorps and Manstein's Kharkov Counteroffensive, February–March 1943》. Atglen, PA: Schiffer. ISBN 0-7643-1186-7.
- Reynolds, Michael (1997). 《Steel Inferno: I SS Panzer Corps in Normandy》. New York: Sarpedon. ISBN 1-885119-44-5.
- Sikes, James E. (1988년 4월 29일). “Kharkov and Sinai”. 《A Study in Operational Transition》 (School of Advanced Military Studies, US Command & General Staff College): 86.
- 《Slaughterhouse: The Encyclopedia of the Eastern Front》. The Military Book Club. 2002. ISBN 0-7394-3128-5.
- Thompson (Lt. Col.), Thomas A. (2000). “Field Marshal Erich von Manstein and the Operational Art at the Battle of Kharkov”. 《Defense Technical Information Center》 (U.S. Army War College): 15.

## 추가 읽기
- Heiber, Helmut; David M. Glantz (2003). 《Hitler and his Generals: Military Conferences 1942–1945》. New York: Enigma Books. ISBN 1-929631-09-X.
- Mawdsley, Evan (2005). 《Thunder in the East: the Nazi-Soviet War, 1941–1945》. Hodder Arnold. 502쪽. ISBN 0-340-80808-X.